# Yara Sallam
Yara Sallam (en arabe : يارا رفعت سلّام), née le 24 novembre 1985 au Caire en Égypte, est une féministe égyptienne, défenseure des droits humains. 
Elle est avocate et chercheuse pour la Commission africaine des droits de l'homme et des peuples, puis pour plusieurs organisations égyptiennes et internationales de défense des droits de l'homme. Elle est primée en 2013 par le Réseau panafricain des défenseurs des droits humains.
Elle est arrêtée le 21 juin 2014 en même temps que d'autres militants pendant une marche de protestation pacifique contre la loi égyptienne restreignant le droit de manifester. Son procès, ainsi que celui d'autres manifestants, est un symbole de la résistance à la restriction des libertés imposée par le gouvernement du président Abdel Fattah al-Sissi.
Amnesty International qualifie cette affaire de procès-spectacle basé sur des preuves rares et douteuses, et estime que ce procès est destiné à dissuader quiconque défie la loi égyptienne sur les manifestations. Elle est libérée un an après sa condamnation, par grâce présidentielle.

## Biographie

### Jeunesse, formation, débuts militants
Yara Sallam naît dans le quartier d'Héliopolis au Caire. Elle est la fille de parents historiquement engagés dans des causes de gauche. Elle grandit dans une famille de gauche croyant en l'égalité entre les hommes et les femmes et appliquant ces valeurs.
Son intérêt pour les droits humains se manifeste quand elle a 15 ans, alors membre de l'association Al-Nosoor al-Sagheera (Les Jeunes Aigles), travaillant sur les droits des enfants. Cette association organise des réunions et des camps pour les jeunes dans les années 1990 et au début des années 2000, et contribue à impliquer ces jeunes dans les questions relatives aux droits humains.
Yara Sallam étudie le droit à l'Université du Caire dont elle est diplômée en 2007, et obtient aussi une maîtrise en droit commercial de l'Université Panthéon-Sorbonne à Paris en 2007. Elle étudie également aux États-Unis et obtient en 2010 une maîtrise en droit (LL.M.) en droit international sur les droits de l'homme de l'Université de Notre-Dame-du-Lac. Tout en poursuivant ses études, elle milite professionnellement pour les droits humains en Égypte. En tant que chercheuse au sein des bureaux du Caire de l'Institut de recherche pour le développement, un organisme de recherche français, elle étudie les effets de la loi et de la politique du divorce sur la vie des femmes égyptiennes. Elle rejoint ensuite l'unité des libertés civiles de l'Initiative égyptienne pour les droits personnels (EIPR), un important groupe national de défense des droits humains. Elle s'y concentre sur la discrimination et la violence contre les minorités religieuses. Hossam Bahgat (en), fondateur de l'EIPR, témoigne de sa capacité à continuer à travailler professionnellement sur un sujet malgré l'émotion qui la submerge parfois.

### Début de carrière, militantisme
Après avoir reçu sa maîtrise en droit sur les droits de l'homme, Yara Sallam déménage en Gambie pour y travailler comme assistante juridique auprès de la Commission africaine des droits de l'homme et des peuples. Elle retourne dans son pays après la Révolution égyptienne de 2011 et est alors recrutée par Nazra for Feminist Studies, un groupe de défense des droits des femmes, pour diriger son programme de défenseuses des droits des femmes. Son travail de documentation des abus contre les militantes féminines lui vaut le prix Bouclier du défenseur des droits humains en Afrique du Nord en 2013, décerné par le Réseau panafricain des défenseurs des droits humains. Évoquant la situation des femmes égyptiennes cette année-là, Yara Sallam affirme sa volonté de lutter contre un gouvernement qui n'assume pas ses responsabilités dans les violations des droits humains, y compris les violences contre les femmes allant jusqu'au viol. Elle lutte également contre les groupes civils qui ne sont pas convaincus de l'importance de faire pression pour l'inclusion des femmes dans la sphère publique.
Elle rejoint en juin 2013 l'Initiative égyptienne pour les droits personnels en tant que chercheuse au sein de l'unité de justice transitionnelle,. Au moment de la répression des manifestations antigouvernementales de l’été et de l’automne 2013, elle prend l’initiative de documenter la violence des massacres, avec la mort de plus de 1 000 manifestants[Selon qui ?].

### Manifestation contre la loi, arrestation
Le président par intérim Adly Mansour signe le 24 novembre 2013 une nouvelle loi égyptienne sur les manifestations. La loi, adoptée par décret en l'absence de toute autorité démocratiquement élue dans le pays, donne au gouvernement des pouvoirs étendus pour approuver ou interdire toute manifestation. Il prévoit des peines de prison allant de 2 à 5 ans pour les manifestants incitant à perturber l'intérêt public. La loi est rapidement utilisée pour emprisonner d'éminents opposants pacifiques au gouvernement, comme Alaa Abdel Fattah et l'avocate des droits humains Mahienour Al-Massry.
Les militants égyptiens appellent à une journée internationale de solidarité contre la loi sur les manifestations, le 21 juin 2014. Ce jour-là, une manifestation de plusieurs centaines de personnes se rassemble dans le quartier Héliopolis du Caire et se dirige vers le palais présidentiel. Des hommes en civil attaquent les manifestants avec des bouteilles cassées et des pierres, sans intervention de la police, tandis que les forces de sécurité en uniforme tirent des gaz lacrymogènes. Les forces de sécurité arrêtent une trentaine de manifestants, parmi lesquels Yara Sallam et son cousin. Son cousin est libéré la nuit même, mais, selon Amnesty International, Yara Sallam est maintenue en détention quand les forces de sécurité découvrent qu'elle travaille à l'Initiative égyptienne pour les droits personnels. Des détenus libérés de prison déclarent à des organisations locales de défense des droits humains qu'« un certain nombre de manifestants arrêtés ont été battus et menacés d'être accusés d'appartenance aux Frères musulmans interdits » ou au Mouvement révolutionnaire des jeunes du 6 avril.

### Détention, procès
Quatorze hommes et huit femmes arrêtés lors de la marche sont jugés le 29 juin 2014 et risquent des années d'emprisonnement en vertu de la loi sur les manifestations. Un autre accusé, un mineur, est jugé séparément. Outre Yara Sallam, les accusés comprennent Sanaa Seif, une étudiante et militante révolutionnaire qui est la sœur d'Alaa Abdel Fattah ; le photojournaliste Abdel-Rahman Mohamed ; et la photographe Rania El-Sheikh. Lors de l'audience de juin, le juge refuse de libérer les accusés sous caution et rejette même les demandes visant à retirer les chaînes des détenus de sexe masculin. Il reporte l'affaire de plus de deux mois. Depuis, les hommes détenus sont incarcérés dans la prison de Tora, un complexe de haute sécurité connu pour détenir des prisonniers politiques, et les femmes sont détenues dans la prison pour femmes d'El-Qanater. Après les audiences ultérieures des 13 septembre et 11 octobre, le procès est reporté au 16 octobre. Ce 16 octobre, le juge annonce qu'il rendra son verdict le 26 octobre.
En prison, Yara Sallam continue à défendre les droits humains. En juillet 2014, le Conseil national des droits de l'homme (NCHR), dépendant du gouvernement égyptien, envoie des enquêteurs à la prison d'El-Qanater pour interroger les  femmes détenues dans cette affaire sur leur traitement. Les militantes refusent de rencontrer les enquêteurs et délèguent Yara Sallam et Salwa Mehrez pour les informer « que s'ils veulent connaître la réalité de la situation en prison, ils doivent rencontrer d'autres détenus qui sont dans des conditions bien pires et subissent plus d'abus ». Peu avant l'arrestation de Yara Sallam et des autres militants, les organisations égyptiennes de défense des droits humains documentent des pratiques répandues de torture et d'abus sexuels sur les femmes détenues à El-Qanater, où sont également détenus de nombreux partisans des Frères musulmans. Le 26 octobre, un tribunal correctionnel d'Héliopolis condamne les accusés de l'affaire Ettehadiya, dont Yara, accusés d'avoir violé la loi sur les manifestations, à trois ans de prison et à une amende de 10 000 livres égyptiennes.

### Grâce présidentielle et libération
Le 23 septembre 2015, la veille du départ du président égyptien Abdel Fattah al-Sisi pour New York pour se rendre à l'Assemblée générale des Nations Unies, une grâce présidentielle est annoncée au profit de cent jeunes condamnés dans plusieurs affaires pour diverses raisons politiques, dont l'affaire des « manifestations du Conseil de la Choura » et l'affaire des « affrontements au palais présidentiel d'Ettehadiya », et qui purgent une peine pour des accusations, notamment de violation de la loi sur les manifestations ; le nom de Yara Sallam y figure ; la grâce présidentielle inclut également des accusés souffrant de graves problèmes de santé. Yara Sallam est ainsi libérée.
L'Organisation des Nations unies ouvre une enquête, déclare que la détention de Yara Sallam a été arbitraire et réclame en janvier 2016 qu'elle soit indemnisée en conséquence.